# Les Treize Tueurs
Pour plus de détails, voir Fiche technique et Distribution.
Les Treize Tueurs (十三人の刺客, Jūsan-nin no shikaku) est un film japonais réalisé par Eiichi Kudō, sorti en 1963. Il s'agit de la première partie d'une trilogie, Samourai Revolution.
Un remake réalisé par Takashi Miike est sorti en 2010 sous le titre 13 Assassins. Un autre remake, Jūsan-nin no shikaku, produit par NHK pour la télévision et réalisé par Yūhiko Kin, est diffusé au Japon en 2020.

## Synopsis
En 1844, le Shogunat Tokugawa au Japon est dans une période de transition mais le Bushido, code d'honneur des Samouraï reste sacré.  De nombreux dirigeants du gouvernement réprouvent la conduite du daimyō du clan Akashi Matsudaira Naritsugu. Ce dernier, bien qu'un des hauts dignitaires du régime, déshonore le bushido par son style de vie réprouvé, égoïste et irréfléchi. Après avoir reçu des rapports, le daimyō Doi Toshitsura est convaincu que Matsudaira représente une grave menace pour l'ensemble du code d'honneur de la tradition des samouraïs. Il prête le serment de sang pour assassiner le réprouvé. Il donne un ordre secret pour enrôler treize hommes qui vont prêter le même serment et auront comme objectif l'assassinat de Matsudaira Nariaki devenu incontrôlable. Ils ont soixante jours pour réussir cette mission suicidaire. Une terrible bataille de massacres se déroule dans un poste dans les montagnes de Kiso pendant soixante jours et visant le seigneur féodal d'Akashi.

## Fiche technique
- Titre : Les Treize Tueurs
- Titre original : 十三人の刺客 (Jūsan-nin no shikaku?)
- Réalisation : Eiichi Kudō
- Scénario : Kaneo Ikegami
- Photographie : Jūbei Suzuki
- Montage : Shintarō Miyamoto
- Direction artistique : Norimichi Igawa
- Musique : Akira Ifukube
- Société de distribution : Tōei
- Pays d'origine :  Japon
- Langue originale : japonais
- Format : noir et blanc - 2,35:1 - format 35 mm - son mono
- Genre : film historique, jidai-geki, drame
- Durée : 125 minutes[4]
- Date de sortie :
  - Japon : 7 décembre 1963[4]

## Distribution
- Chiezō Kataoka : Shinzaemon Shimada
- Kō Nishimura : Kujuro Hirayama
- Ryōhei Uchida : Hanbei Kitou
- Kanjūrō Arashi : Saheita Kuranaga
- Sumiko Fuji : Kayo
- Kōtarō Satomi (en) : Shinrokuro Shimada
- Akira Shioji (ja) : Horii
- Kantarō Suga (en) : Naritsugu
- Ryūnosuke Tsukigata : Makino
- Shingo Yamashiro (en) : Koyata Kiga
- Tetsurō Tanba : Doi Toshitsura
- Takayuki Akutagawa (ja) le Narrateur
- Satomi Oka (en)
- Yuriko Mishima (ja)
- Chōichirō Kawarasaki (ja)
- Michitarō Mizushima (ja)
- Kunio Kaga (ja)
- Seishirō Sawamura
- Kusuo Abe (ja)
- Kōshirō Harada
- Shunji Kasuga (ja)
- Ushio Akashi (ja)
- Eijirō Kataoka (ja)
- Ryūji Kita (en)
- Ryōsuke Kagawa (en)
- Shun'ya Wazaki (ja)
- Hiroshi Mizuno (ja)
- Michimaro Kotabe (ja)
- Tsukie Matsuura
- Noboru Aihara
- Masao Hori
- Kinnosuke Takamatsu (en)
- Akira Shioji (ja) as Horii
- Masaharu Arikawa (ja)
- Mitsugu Fujii
- Ryōzō Tanaka
- Kandō Arashi
- Kunio Hikita
- Kyōnosuke Murai
- Masuo Kamiki
- Jun Harukawa
- Ren Takahashi
- Ryōnosuke Doi
- Masaru Fujiwara
- Isamu Dobashi
- Hiroshi Kasuga
- Isao Natsuyagi (non crédité)

## Réalisation
Réalisé par Eiichi Kudō, le cinéaste a tenté d'innover un peu par rapport au cinéma japonais de l'époque en utilisant quelques plans en caméra subjective.

### Innovation
La plus grosse innovation de Eiichi Kudo avec 13 tueurs a été le fait de changer le concept de la Toei d'un héros chambara super-star vers un groupe de héros. Il fait ainsi de 13 Tueurs le concept des films de combats de sabres avec plusieurs héros.
Contrairement aux films précédents de la Toei, où le héros chambara était souvent une œuvre de pure fiction fantasmée, le scénario de 13 Tueurs a été bâti à partir de faits historiques et en créant les héros selon les personnages du siècle précédent originaux après des recherches historiques poussées.

### Musique du film
Le début du film dévoile les intentions d'Akira Ifukube d'allier la musique japonaise à des sonorités de Western mêlant une introduction à la flûte japonaise à des percussions lentes suivies de notes basses de piano avant de déboucher sur des sons dissonnants de musiques à ondes Martenot puis de violon en fond. Rompant avec la tradition de la Toei, le son est déconnecté du visuel dans cette introduction du film. Cela annonce déjà que le film ne sera pas comme les films précédents de la Toei.
Ensuite, la musique est interrompue par une voix masculine évocatrice du théâtre Noh. Cela est suivi par des sons d'un piano  électrique ou un synthétiseur et de l'instrument à corde japonais, le koto. La mélodie du film arrive à ce moment avec de temps en temps une voix masculine et le son d'un wadaiko.
Akira Ifukube rompt aussi la traditionnelle musique de film japonais en utilisant comme instrument principal le piano plutôt que les instruments à cordes ou à vent traditionnels.

## Sorties en France
Le film Les Treize Tueurs a été présenté à la Cinémathèque française le 12 janvier 1969 comme un exemple de chanbara féodal. Le film, parfois appelé sous son titre anglais de « 13 Assassins », a encore été projeté à la même cinémathèque en 1980 dans le cadre de la rétrospective « Aspects du cinéma japonais ».

## Remakes
Le film a eu un premier remake, 13 Assassins, en 2010 par Takashi Miike. Jasper Sharp l'a comparé à la version originale en écrivant : « établi en 1844, 13 Assassins suit le modèle des Sept Samouraïs, mettant en avant une troupe de samouraïs qui arrivent ensemble pour renverser un seigneur despotique pour le plus grand bien de la société. La version de Miike bénéficie d'un bien plus grand budget, avec une superbe attention aux styles et costumes de l'époque et avec des scènes de combats chorégraphiés de manière inventive ».
Un autre remake, intitulé Jūsan-nin no shikaku est sorti au Japon en 2020 et a été diffusé sur NHK BS Premium en août 2020, il est dirigé par Yūhiko Kin sur un scénario d'Akihiro Dobashi. L'acteur Kōtarō Satomi (en) qui avait joué le rôle de Shinrokuro Saimada dans la version d'Eiichi Kudō de 1963 est aussi à l'affiche de ce téléfilm en reprenant le rôle de Doi Toshitsura,.